# Элмхерст (Иллинойс)
Элмхерст (англ. Elmhurst) — город в округах Кук и Ду-Пейдж в штате Иллинойс США. По данным переписи 2020 года, численность населения составляла 45 786 человек.

## Население
| 2010   | 2012    | 2020    |
| ------ | ------- | ------- |
| 44 121 | ↗45 171 | ↗45 786 |